# Firmiano Pinto
Firmiano de Morais Pinto (Itu, 4 de maio de 1861 — São Paulo, 8 de fevereiro de 1938) foi um advogado e político brasileiro. Foi deputado federal e prefeito de São Paulo durante a República Velha.

## Formação
Firmiano Pinto nasceu em Itu, filho de Francisca Emília de Morais e de Antônio José Pinto. Sua irmã Albertina foi casada com Martinho da Silva Prado Júnior, um deputado federal paulista eleito em 1891. Era descendente de avós militares: o alferes Antônio Pinto e o capitão-mor Joaquim Vieira de Morais, de Itu e de Porto Feliz – respectivamente.
Firmiano passou a maior parte de sua vida na cidade de São Paulo, onde se formou bacharel em ciências jurídicas e sociais no ano de 1882 na Faculdade de Direito do Largo de São Francisco. Em 1886, aos 25 anos de idade, casou-se com Cândida de Arruda Botelho, de 18 anos, filha do Conde do Pinhal, Antônio Carlos de Arruda Botelho, membro da elite cafeeira da época. Em 1891, Firmiano assumiu a gerência do Banco União de São Carlos a pedido de seu sogro que havia fundado o banco.

## Atuação política
Ingressou na política como secretário de polícia do Conselheiro Francisco de Carvalho Soares Brandão, que na época presidia a província de São Paulo. Posteriormente, exercendo o cargo de juiz municipal em Limeira, se tornou o primeiro juiz do Brasil a colocar a Lei Áurea em execução, tornando livres todos os escravos do município.
Com a proclamação da República do Brasil, que ocorreu em 1889, os municípios passaram a ser administrados por intendências formadas por três membros (essas intendências governaram São Paulo entre 1890 e 1899, quando então Antônio da Silva Prado, o primeiro prefeito de São Paulo, assumiu) segundo o decreto de 15 de janeiro de 1890. Firmiano fez parte deste grupo que governou São Paulo em 1894, mas em 1896 elegeu-se como deputado federal. Porém, logo no início de sua legislatura – em 1897 – renunciou ao cargo para se tornar Secretário da Agricultura do estado de São Paulo, sob a administração do então presidente do Estado Campos Sales (que posteriormente se tornou o quarto presidente da república, no período de 1898 a 1902). Demonstrou esforço notável como secretário para a defesa de imigrantes no estado, principalmente italianos.
Voltou ao cargo de deputado federal em 1900 e se manteve na câmara dos deputados até meados de 1902. Em toda sua carreira política, Firmiano conseguiu manter boas relações com a Europa e isso acabou lhe rendendo mais um cargo diferente: foi designado comissário de São Paulo em Paris em 1912, permanecendo até 1916.

### Prefeitura de São Paulo

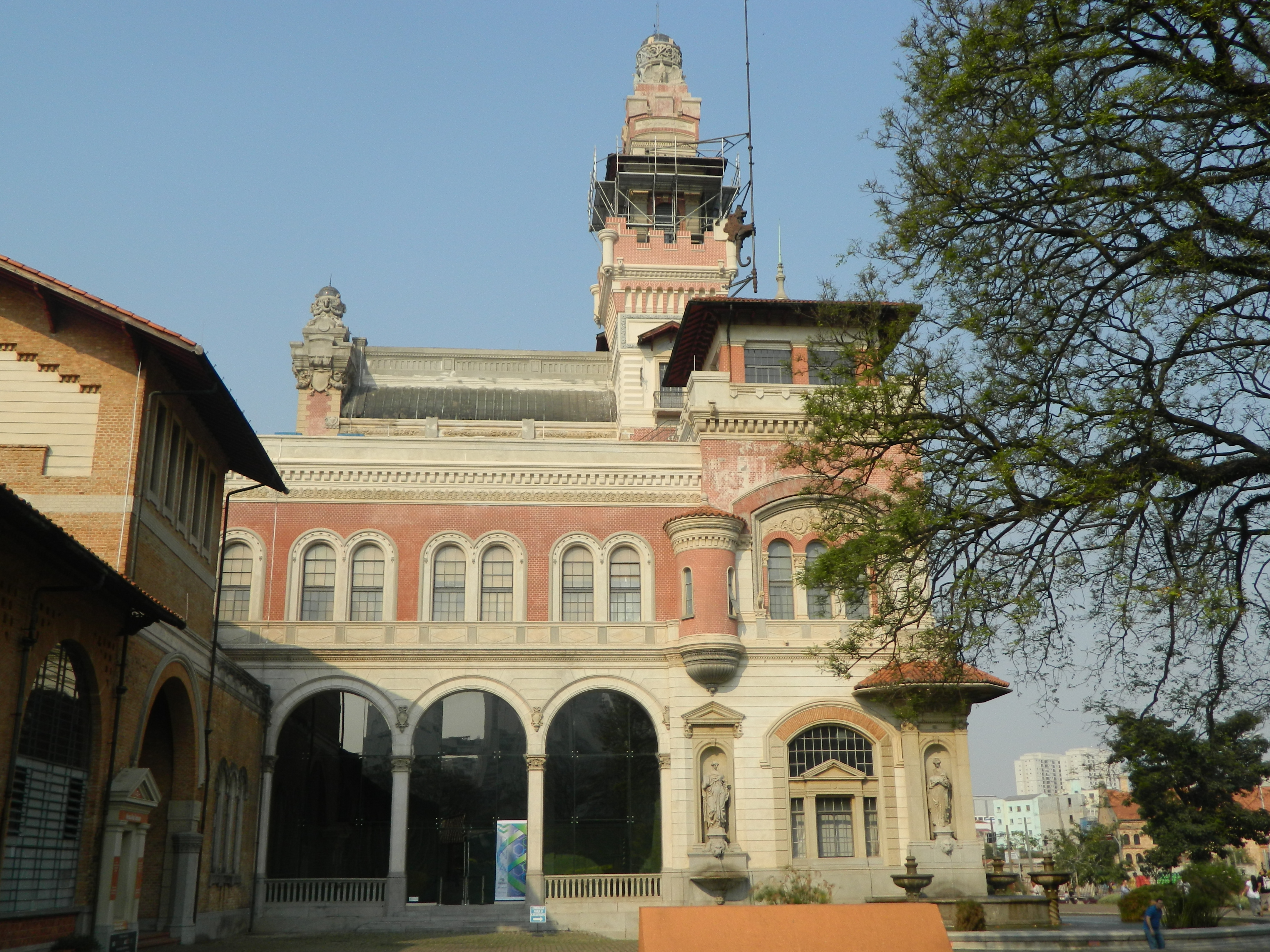
O Palácio das Indústrias foi inaugurado em 1924.

Em 1919, Washington Luís convidou-lhe para ser seu sucessor na Prefeitura de São Paulo, já que - de ali em diante - assumiria o cargo de governador. Firmiano aceitou o convite de Washington Luís, concorreu à Prefeitura de São Paulo e venceu com folga as eleições daquele ano. Foi prefeito, então, de 1920 a 1926, cumprindo dois mandatos (sendo reeleito nas eleições de 1922).
Foi um dos grandes responsáveis pela urbanização da cidade, principalmente da região da Penha, que se resumia - basicamente- à colina. Por meio da divisão de antigas propriedades rurais, criou propriedades menores com maior potencial econômico, que acabaram dando origem às Vilas Guaiuva, Guilhermina, Esperança, Matilde, entre outras. Sua gestão também é lembrada pela retomada das obras do Parque Dom Pedro II, em 1922, que haviam sido iniciadas em meados de 1918 para abrigar o Palácio das Indústrias, mas havia sido paralisada por causa da epidemia de gripe que atingiu a cidade.
Como prefeito, autorizou, também, a compra do terreno que pertencia a padres da Congregação da Paixão de Jesus Cristo para construir o Cemitério São Paulo.  Estimulou, ainda, a divisão da Chácara Japão, que viria a se transformar no Jardim Europa e se tornar um dos bairros mais importantes da cidade. Foi um dos principais responsáveis pela canalização do Rio Tamanduateí por meio das obras da Avenida do Estado e do projeto de construção da Avenida Nove de Julho. Foi responsável também pela criação da Praça com o nome de José Bonifácio de Andrada e Silva, também conhecida como Praça do Patriarca, abrindo-a em abril de 1922 e posteriormente inaugurando-a em 1925.

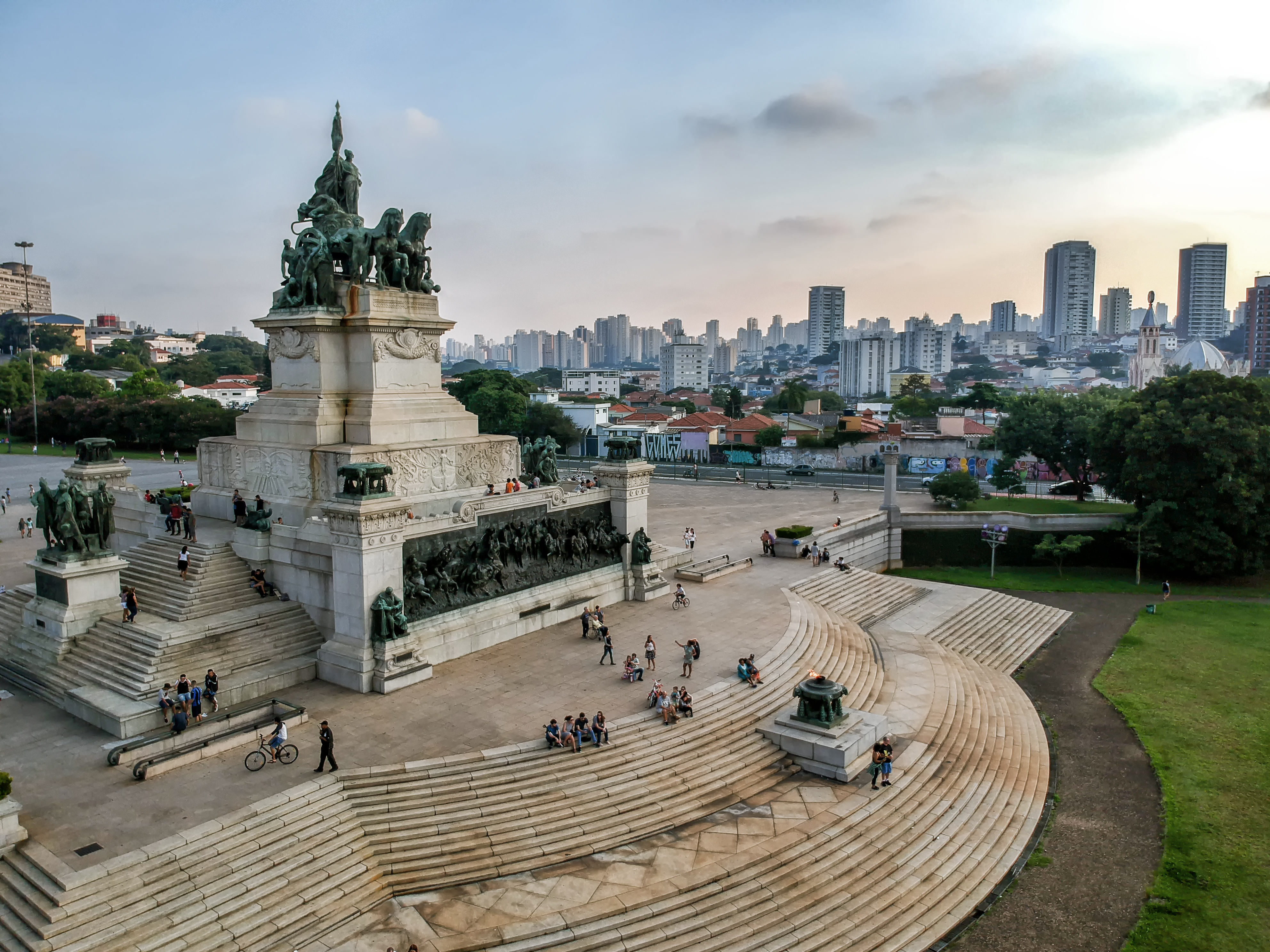
O Monumento à Independência do Brasil foi inaugurado, ainda inacabado, sob a gestão de Firmiano Pinto.

Foi o principal criador e desenvolvedor do projeto de construção do Mercado Municipal,[carece de fontes?] também no centro da cidade, próximo ao Parque Dom Pedro II. Contribuiu e incentivou a Semana de Arte Moderna de 1922, liberando o uso do Theatro Municipal para a realização do evento.
Ainda sob sua gestão, o Primeiro Centenário da Independência do Brasil foi comemorado, e Firmiano foi o anfitrião das comemorações e festas, recebendo o Presidente da época, Epitácio Pessoa, e o Rei Alberto da Bélgica acompanhando de sua esposa, a Rainha Elizabeth, e outras pessoas ilustres. Na época, pensando nestas comemorações e eventos, concentrou as obras urbanísticas para a inauguração do Monumento do Ipiranga, que estava sendo executada pelo escultor Ettore Ximenes.

#### Revolta Paulista de 1924

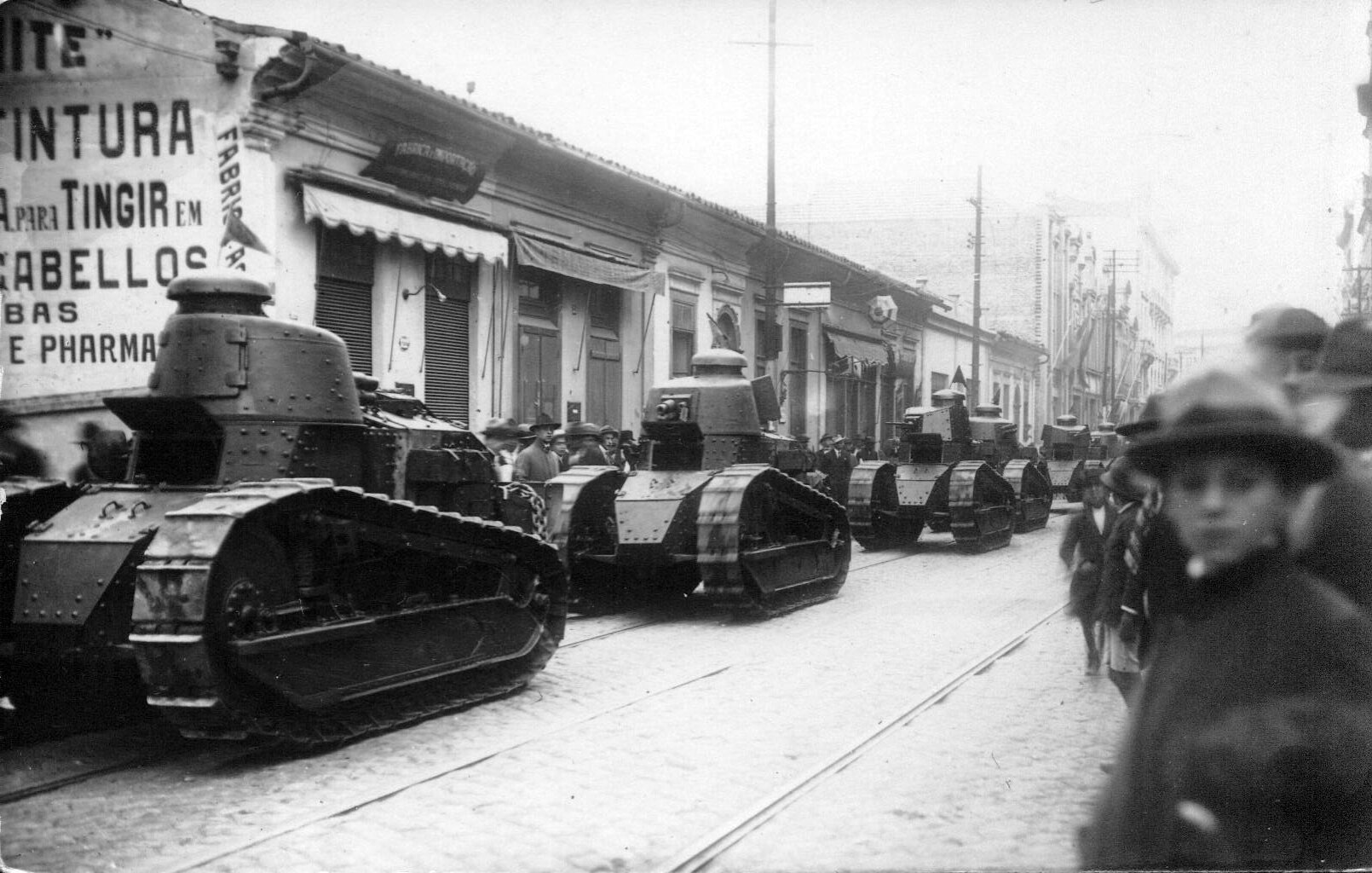
Tanques de guerra das forças legalistas percorrem as ruas de São Paulo, julho de 1924.

Apesar de todas as contribuições estruturais e urbanas, seu maior destaque como prefeito se deu em meio à Revolta de 1924, quando foi o único governante a não abandonar seu posto após a invasão das tropas do General Isidoro Lopes que viriam a formar a Coluna Prestes.
Sem deixar a cidade em meio à bombardeios e invasões, Firmiano se manteve à frente da cidade e defendeu São Paulo e sua população de forma intransigente. Durante os 23 dias de Revolta, liderou diversos movimentos e Comissões de Emergência (Saúde, Transportes, Abastecimento, entre outras). Com a ajuda e as doações de recursos de figuras paulistas poderosas, conseguiu manter um nível mínimo de ordem em São Paulo. É lembrado pelos casos do asfalto e da telefônica por ter viajado dia e noite, mesmo doente, para conseguir chegar em uma reunião onde se pôs favorável ao veto de um ato que, sob sua ótica, viria a prejudicar os munícipes e lesar seus interesses.
Depois dos acontecimentos da Revolta de 1924, foi acusado de cumplicidade às tropas do General Isidoro pelo Governo Federal por buscar diálogo com o chefe da revolta. Defendeu-se das acusações com sucesso, tendo seu julgamento definido como ação benemérita por Sentença do Supremo Tribunal.

## Vida empresarial e social
Firmiano Pinto possuía propriedades rurais no interior do estado, próximas à região de Ibaté e era amante de hipismo. Foi um grande apoiador da construção da sede da Sociedade Hípica Paulista no quarteirão formado pelas ruas Pedroso de Moraes, Mourato Coelho, Arthur de Azevedo, e Teodoro Sampaio – onde antes se localizava o Sitio Capão.
Em 1904, figurou entre os fazendeiros de café que mais produziram em São Carlos, ficando na 7ª posição com 375.000 kg de café.
Juntou-se ao quadro associativo do Jockey Club de São Paulo, onde se tornou um grande proprietário e criador. Ocupou os cargos de Diretor e de Presidente do Clube entre 1922 e 1925, enquanto ainda era Prefeito de São Paulo.
Frequentemente visitava, junto com seu grande amigo e ex-presidente da República, Washington Luís, o Hipódromo da Mooca na Rua Bresser – onde iam sempre acompanhados de suas esposas: Cândida de Arruda Botelho e Sofia Pais de Barros.

## Anos finais e legado

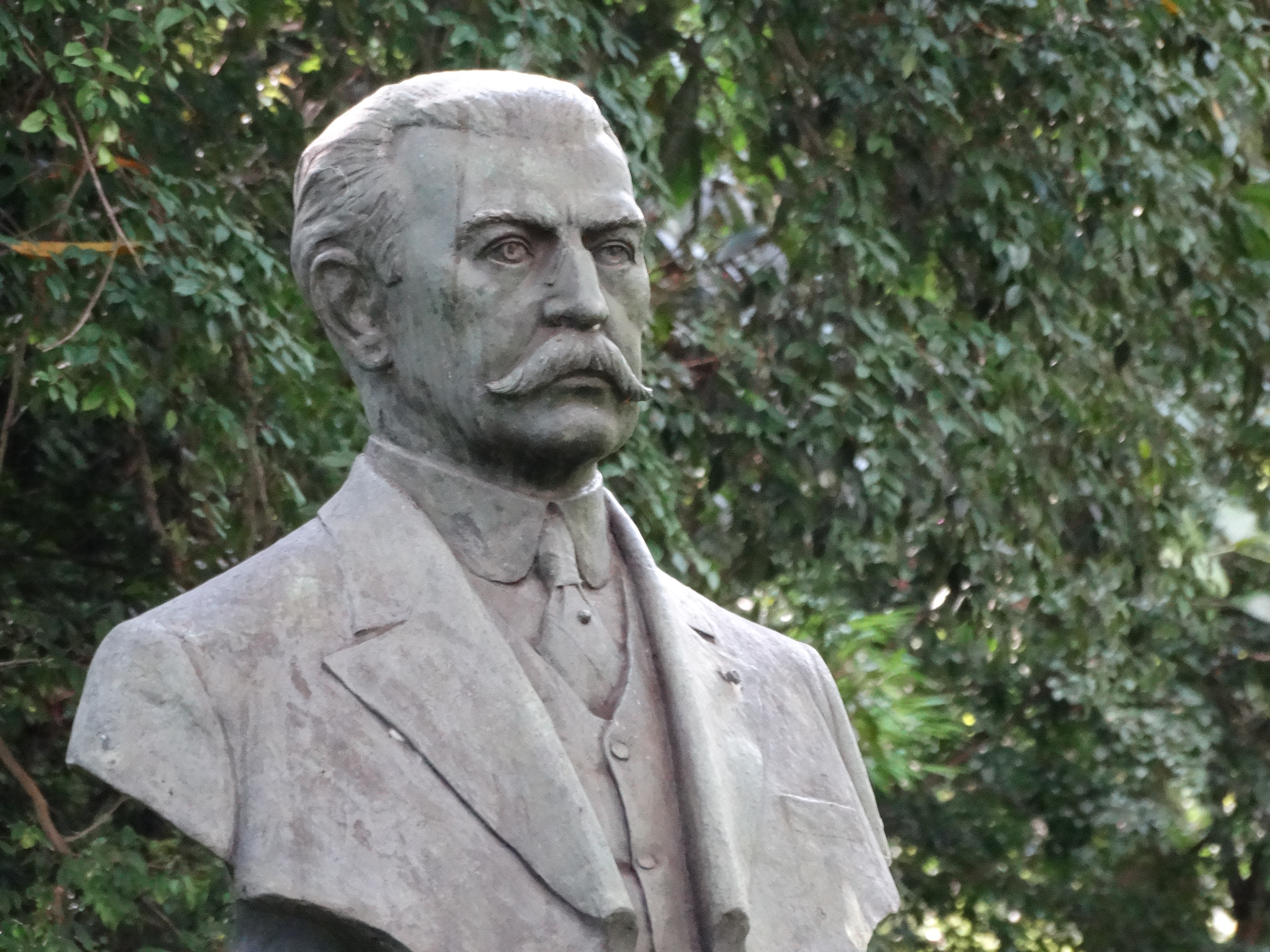
Herma de Firmiano de Morais Pinto (1947), de Luís Morrone.

Após cumprir os dois mandatos como prefeito de São Paulo, retornou à Câmara dos Deputados em 1926 e lá permaneceu até dezembro de 1929. Se reelegeu novamente como deputado nas eleições de 1929, mas não cumpriu todo o mandato por causa da Revolução de 1930.
Faleceu em 1938, tendo recebido diversos tipos de homenagens, como o grau de Comendador da Ordem Militar de Cristo, de Portugal, a 18 de dezembro de 1923.
Depois de sua morte, em 1938, a Cidade de São Paulo ofereceu tributo por meio de uma herma.
Nove anos após sua morte, um busto também foi feito em sua memória – desta vez executada pelo italiano Luiz Morrone. A obra foi inaugurada no dia 8 de fevereiro de 1947 como sinal de agradecimento por sua atuação em meio aos dias difíceis da Revolta de 1924. O monumento foi imortalizado na Praça Buenos Aires, no bairro de Higienópolis.
Em 4 de maio de 1961 foi realizada, também, uma festa de comemoração pelo centenário do ex-prefeito e herói da cidade.